# Karl Bechert
Karl Bechert est un physicien théoricien et un homme politique allemand du SPD, né à Nuremberg le 23 août 1901 et mort à Weilmünster le 1er avril 1981.

## Biographie
Natif de Nuremberg, Karl Bechert obtient son doctorat sous Arnold Sommerfeld en 1925. Après l'invasion des Américains en 1945, Bechert est nommé maire de  Donsbach (Westerwald). En 1956, il devient membre du parti politique du SPD et siège au Bundestag allemand de 1957 à 1972.